# Chiesa di San Bonaventura (Venezia)
La chiesa di San Bonaventura è un edificio religioso della città di Venezia, situato nel sestiere di Cannaregio.

## Storia
La chiesa dedicata a san Bonaventura venne eretta nel 1620 dai padri francescani minori dell'ordine dei Riformati, provenienti dall'isola di San Francesco del Deserto, insieme a un monastero. Con la soppressione napoleonica degli ordini religiosi, nel 1810 la chiesa venne chiusa e il monastero demolito. Nel 1859, il complesso venne acquistato dalla contessa Paolina Giustinian-Recanati che vi fece realizzare un convento di carmelitane scalze e la chiesa venne adibita a cappella conventuale. All'inizio del XX secolo, parte del convento fu riconvertita in ospedale infantile.

## Descrizione
La chiesa è stata completamente spogliata sia degli arredi interni che delle decorazioni presenti sulla facciata, peraltro molto essenziale. Originariamente ospitava opere di Tintoretto, Jacopo Bassano, Leandro Bassano e il dipinto Santa Margherita da Cortona del Tiepolo, poi trasferito nella chiesa di San Michele in Isola.

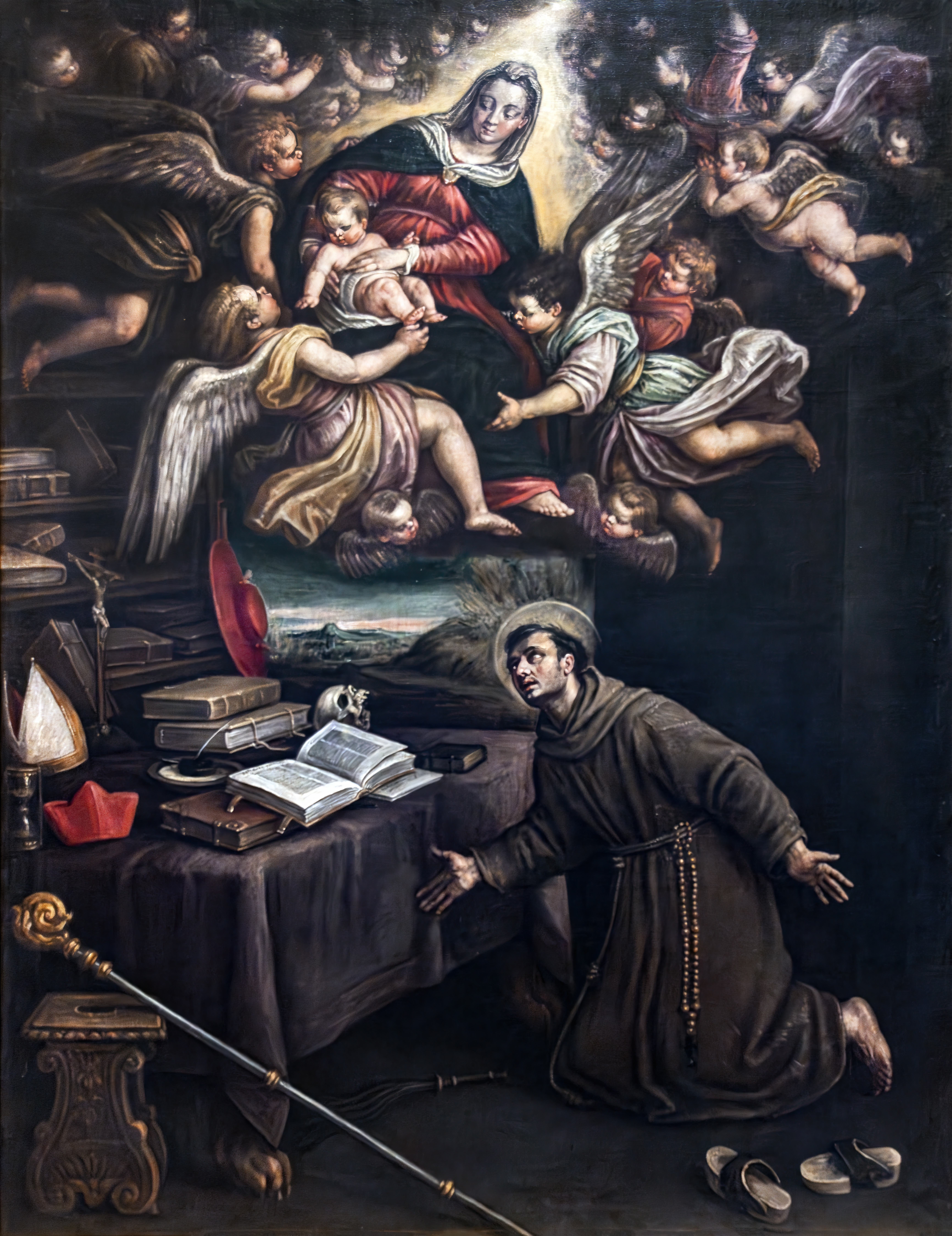
Apparizione della Vergine a san Bonaventura Leandro Bassano